# Hamilton dos Santos
Hamilton dos Santos (Guaíra-SP, 1962) é um jornalista brasileiro.
Formado em Filosofia pela Universidade de São Paulo, onde cursa mestrado na área de Estética, iniciou sua carreira como jornalista na Folha de S. Paulo em 1986, cobrindo inicialmente a área de Ciência, Tecnologia e Educação. Posteriormente, especializou-se na cobertura cultural. Foi editor de livros de O Estado de S. Paulo (1989-1994), Diretor Editorial da Editora Geração Editorial (1994-1996) e, desde 1996, trabalha no Grupo Abril, onde dirige as áreas de Treinamento e Comunicação Interna.
Suas atividades no jornalismo cultural incluem colaborações em Veja, Playboy, VIP, Superinteressante, TV Cultura, Marie Claire, Vogue e Gazeta Mercantil.
É autor de diversos artigos e livros e atualmente pesquisa a questão do gosto na obra do filósofo escocês David Hume.